# Lipotriches bigibba
Lipotriches bigibba är en biart som först beskrevs av Henri Saussure 1890.  Lipotriches bigibba ingår i släktet Lipotriches och familjen vägbin. Inga underarter finns listade i Catalogue of Life.